# Mark Hoppus
Mark Hoppus (Ridgecrest, 15 de março de 1972) é um cantor, baixista, compositor e produtor musical estadunidense. Aos 15 anos ganhou seu primeiro baixo de seu pai e com alguns trocados, (conseguidos por ajudar a pintar garagens) conseguiu comprar um amplificador. Mark nunca fez aulas de baixo, aprendeu a tocar ouvindo bandas como Descendents, The Cure e Bad Religion. Mark é conhecido como um dos membros fundadores da banda californiana Blink-182,em 1992, mas a mesma entrou em hiato indefinido em 2005. 
Ainda em 2005, durante o hiato do Blink-182, Mark formou a banda +44, junto com o baterista Travis Barker, que assim como ele, também toca no Blink-182. Mark Hoppus ainda acusou Tom DeLonge como o principal culpado pelo hiato do Blink-182. O +44 esteve em atividade até 2009, quando os integrantes do Blink-182 se reuniriam novamente, em fevereiro do mesmo ano, voltando aos palcos e estúdios de gravação, enquanto os outros membros da banda de Hoppus seguiram caminhos diferentes.
Em 24 de Janeiro de 2019, Mark Hoppus anunciou, junto a Alex Gaskarth, vocalista do All Time Low, seu novo supergrupo, Simple Creatures.
Mark também aparece brevemente no videoclipe "I Don't Care", da banda Fall Out Boy, como ele mesmo, disfarçado como o baterista da mesma banda, Andy Hurley, na cena ele esbofeteia e empurra um praticante de capoeira na calçada, após o mesmo ter lhe dado um soco.

## Vida pessoal
Casou-se no dia 2 de dezembro de 2000 com Skye Everly, depois de se conhecerem nas filmagens do clipe "All the Small Things" do Blink-182. Dois anos depois, Skye deu à luz o seu filho, Jack Hoppus em 5 de Agosto de 2002. Hoje em dia, os três residem em Los Angeles (Califórnia). Mark se declara um libertário, tendo inclusive se filiado ao partido nos EUA. Para ele, libertarianismo significa "respeitar outras pessoas e deixa-las fazer o que acham correto. O governo está ai para ajudar as pessoas, não controlá las".

## HiMyNameIsMark
"HiMyNameIsMark" foi um podcast feito por Mark Hoppus. Durante as semanas ele posta alguns concertos de bandas de garagem, entrevistas com membros da banda, e algumas coisas que acontecem em sua vida. Em 2005, Mark ganhou o prêmio de "Melhor Podcast". Atualmente, este é o nome da linha de roupas do músico, simbolizada pelo famoso Octopus.

## Carreira solo

### Gravações
| Ano  | Álbum                            | Banda                  | Gravadora               | Créditos                                                           |
| ---- | -------------------------------- | ---------------------- | ----------------------- | ------------------------------------------------------------------ |
| 1988 | The Attic Children Demo          | The Attic Children     |                         | Vocais e baixo                                                     |
| 1998 | Look Forward to Failure          | The Ataris             | Fat Wreck Chords        | Vocais em "That Special Girl"                                      |
| 2002 | No Pads, No Helmets...Just Balls | Simple Plan            | Atlantic Records        | Vocais em "I'd Do Anything"                                        |
| 2002 | Box Car Racer                    | Box Car Racer          | MCA                     | Vocais em "Elevator"                                               |
| 2002 | Sticks and Stones                | New Found Glory        | Drive-Thru Records, MCA | Baixo em "Something I Call Personality"                            |
| 2004 | The Passion of the Christ: Songs | Various Artists        |                         | Vocais em MxPx's song "Empire"                                     |
| 2005 | Panic                            | MxPx                   | SideOneDummy Records    | Vocais em "Wrecking Hotel Rooms"                                   |
| 2005 | Commit This To Memory            | Motion City Soundtrack | Epitaph Records         | Vocais em "Hangman"                                                |
| 2006 | White Heat                       | Renee Renee            |                         | Vocais e baixo em "Paper Doll"                                     |
| 2006 | Kevin & Bean's Super Christmas   | Vários Artistas        |                         | Vocais e baixo em +44 cover de "Christmas Vacation" do Descendents |
| 2007 | Changes                          | Vanilla Sky            | Universal Music Records | Vocais em "Nightmare"                                              |
| 2010 | Almost Alice                     | Vários Artistas        | Buena Vista Records     | Vocais em "In Transit" (com Pete Wentz                             |
| 2017 | The Knife                        | Goldfinger             | Rise Records            | Vocais em "See You Around"                                         |

### Produções
| Ano  | Álbum                                    | Banda                  | Gravadora          | Créditos                                                                               |
| ---- | ---------------------------------------- | ---------------------- | ------------------ | -------------------------------------------------------------------------------------- |
| 2005 | Commit This To Memory                    | Motion City Soundtrack | Epitaph Records    | Produtor                                                                               |
| 2006 | Wake Up                                  | Something for Rockets  |                    | Produtor de duas músicas                                                               |
| 2006 | Decomposer                               | The Matches            | Epitaph Records    | Produtor "What Katie Said", "Sunburn vs. the Rhinovirus", e "The Barber's Unhappiness" |
| 2006 | We're Up to No Good, We're Up to No Good | Rory                   | 111 Records        | Produtor                                                                               |
| 2006 | Punk Goes 90's                           | Vários Artists         | Fearless Records   | Produtor Mae cover de "March of the Pigs" do Nine Inch Nails                           |
| 2007 | Wolves                                   | Idiot Pilot            | Reprise Records    | Co-Produtor                                                                            |
| 2007 | One Track Mind                           | Something for Rockets  |                    | Produtor                                                                               |
| 2008 | Spread The Rumors                        | Socratic               | Drive Thru Records | Produtor                                                                               |
| 2008 | Our Lunar Activities                     | Our Lunar Activities   |                    | Produtor                                                                               |
| 2008 | Lies Sell Stories                        | Koopa                  | Pied Piper Records | Produtor                                                                               |
| 2009 | Not Without a Fight                      | New Found Glory        | Epitaph Records    | Produtor                                                                               |
| 2010 | My Dinosaur Life                         | Motion City Soundtrack | Columbia Records   | Produtor                                                                               |

1. ↑  «Mark Hoppus | Risenmagazine.com». 15 de julho de 2011. Consultado em 7 de janeiro de 2016